# Юго-Восточная Азия

Юго-Восточная Азия окрашена зелёным цветом

Ю́го-Восто́чная А́зия (ЮВА) — регион, охватывающий континентальные и островные территории между Японией, Китаем, Индией и Австралией. Включает полуостров Индокитай и Малайский архипелаг; часть Азиатско-Тихоокеанского региона.

## Географическое понятие
В географическом смысле к Юго-Восточной Азии иногда относят также южные районы Китая, восточные районы Бангладеш и восточные регионы Индии («семь сестёр»), лежащие восточней реки Брахмапутра.

## Политическое понятие
Юго-Восточная Азия включает 11 стран: преимущественно на континенте находятся Вьетнам, Таиланд, Мьянма, Камбоджа, Лаос (последний не имеет выхода к морю), исключительно на островах — Индонезия, Филиппины, Сингапур, Восточный Тимор и Бруней, а территория Малайзии разделена на соразмерные континентальную и островную части.

## Описание
Индокитайскими государствами называют Вьетнам, Камбоджу и Лаос, а островные государства известны под общим названием Нусантара. Южную оконечность полуострова Малакка и северную часть острова Борнео занимает Малайзия.
Регион протянулся на 3,2 тыс. км с севера на юг и на 5,6 тыс. км с запада на восток.
Общая площадь региона составляет 4 494 517 км2.
В нём проживает 675 796 065 (2021 год) человек, что составляет около 8 % всего населения земного шара.
Всего в регионе проживает около сотни народов, исповедующих различные религии и говорящие на разных языках.
Уже в давние времена в ЮВА благодаря сходству естественно-географических и природных условий сложился однотипный хозяйственный и культурно-идеологический комплекс, что давало основание древним китайцам говорить о единой культурной общности региона и обозначать его собирательным термином «кунь лунь».
Страны региона осуществляют региональное сотрудничество через Ассоциацию государств Юго-Восточной Азии (АСЕАН), куда входят все, кроме Восточного Тимора

## Население

### Народы

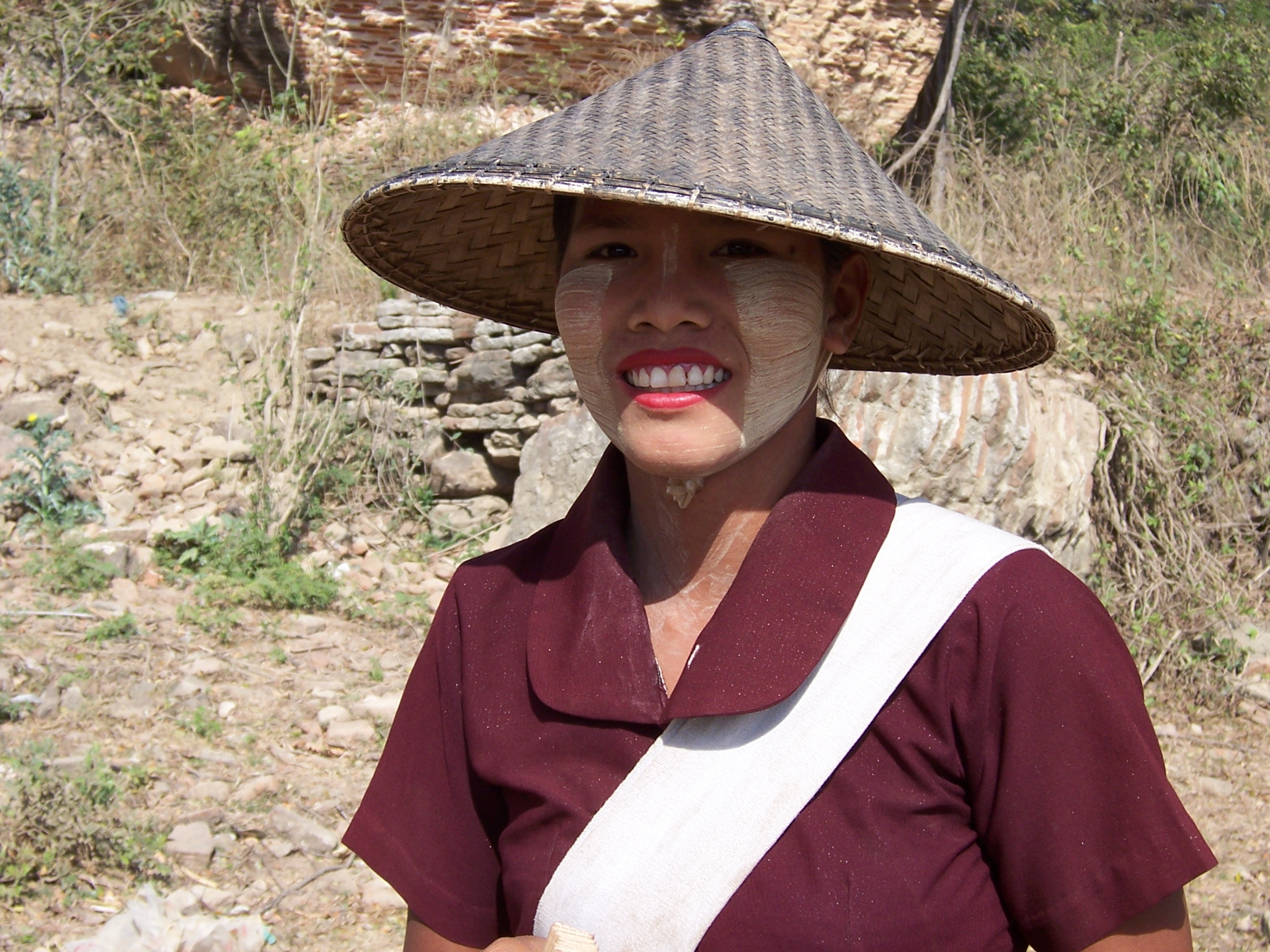
Бирманка в традиционном головном уборе.

В Юго-Восточной Азии живут сотни крупных и мелких народов. Одним из крупнейших среди них являются вьеты, культурно им близки мыонги, а также тхо и другие народы Вьетнама. На втором месте по численности среди народов Юго-Восточной Азии находятся бирманцы; им близки карены, чины, качины, акха, лису, лаху, нага.
Западнее вьетов живут народы, говорящие на тайских языках (сиамцы Таиланда, лао Лаоса и шаны Бирмы). В Камбодже основное население составляют кхмеры; им культурно близки моны Бирмы и Таиланда, а также кхму, лава.
В Малайзии население представлено тремя крупными этносами (малайцы, китайцы и индийцы), стойко сохраняющими свои культурно-бытовые особенности. Общее количество живущих в Индонезии народов точно неизвестно (по некоторым оценкам, их более 300), при этом свыше 80 % населения страны составляют 16 крупнейших народов, первое место по численности среди них занимают родственные малайцам яванцы. На Филиппинах живут более 90 народов, крупнейшими из которых являются висайя и тагалы.
Кроме коренных народов в Юго-Восточной Азии живут китайцы, тамилы и другие дравидские выходцы из Южной Индии, а также бенгальцы и родственные им представители индоарийских народов.

### Религии

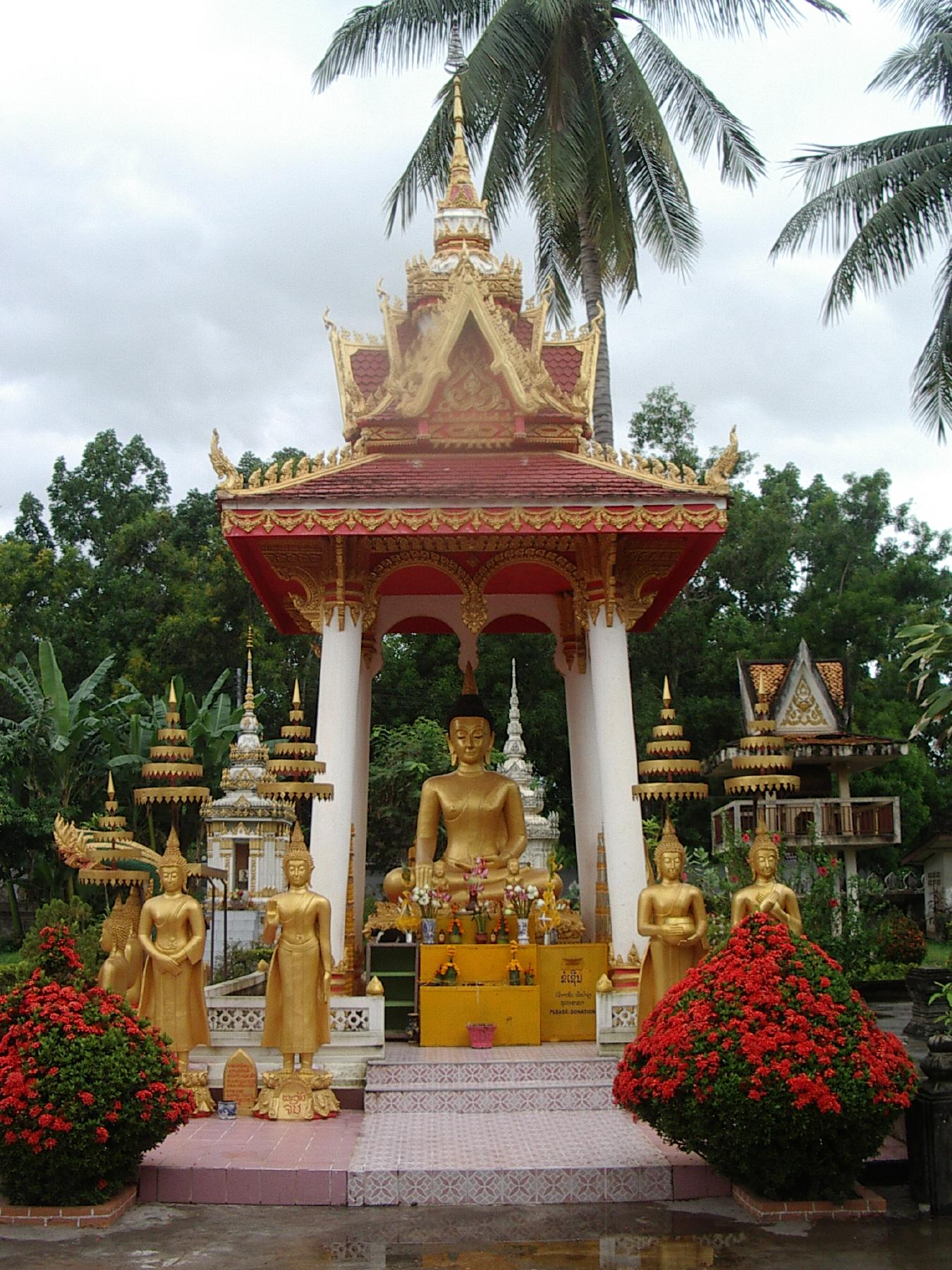
Будда во Вьентьяне (Лаос)

В первые века нашей эры в Юго-Восточной Азии начали распространяться индуизм и буддизм, пришедшие из Индии. Затем, с VII—VIII веков, и особенно с XIV века там начал распространяться ислам. С XVI века европейские миссионеры активно насаждали христианство, и в результате их усилий в Юго-Восточной Азии появилось некоторое количество католиков и протестантов. Также у местных народов сохранилось влияние древних языческих культов.

### Суверенные государства
| Государство     | Площадь (км²) | Население   | Плотность населения (на км²) | ВВП (номинал.), USD (2020) | ВВП (ППС) на душу населения, Int$ (2020) | ИЧР (отчёт 2018 г.) | Столица             |
| --------------- | ------------- | ----------- | ---------------------------- | -------------------------- | ---------------------------------------- | ------------------- | ------------------- |
| Бруней          | 5,765         | 437,479     | 74                           | 12,455,000,000             | $85,011                                  | 0.845               | Бандар-Сери-Бегаван |
| Камбоджа        | 181,035       | 16,718,965  | 90                           | 26,730,000,000             | $5,044                                   | 0.581               | Пномпень            |
| Восточный Тимор | 14,874        | 1,267,974   | 85                           | 2,938,000,000              | $5,321                                   | 0.626               | Дили                |
| Индонезия       | 1,904,569     | 267,670,543 | 141                          | 1,111,713,000,000          | $14,841                                  | 0.707               | Джакарта            |
| Лаос            | 236,800       | 7,061,507   | 30                           | 19,127,000,000             | $8,684                                   | 0.604               | Вьентьян            |
| Малайзия        | 329,847       | 31,528,033  | 96                           | 365,303,000,000            | $34,567                                  | 0.804               | Куала-Лумпур *      |
| Мьянма          | 676,578       | 53,708,320  | 79                           | 65,994,000,000             | $7,220                                   | 0.578               | Нейпьидо            |
| Филиппины       | 300,000       | 106,651,394 | 356                          | 356,814,000,000            | $10,094                                  | 0.712               | Манила              |
| Сингапур        | 719.2         | 5,757,499   | 8 005                        | 362,818,000,000            | $105,689                                 | 0.935               | Сингапур            |
| Таиланд         | 513,120       | 69,428,453  | 135                          | 529,177,000,000            | $21,361                                  | 0.765               | Бангкок             |
| Вьетнам         | 331,210       | 95,545,962  | 288                          | 261,637,000,000            | $8,677                                   | 0.693               | Ханой               |

## Ретроспектива экономических интересов ЮВА

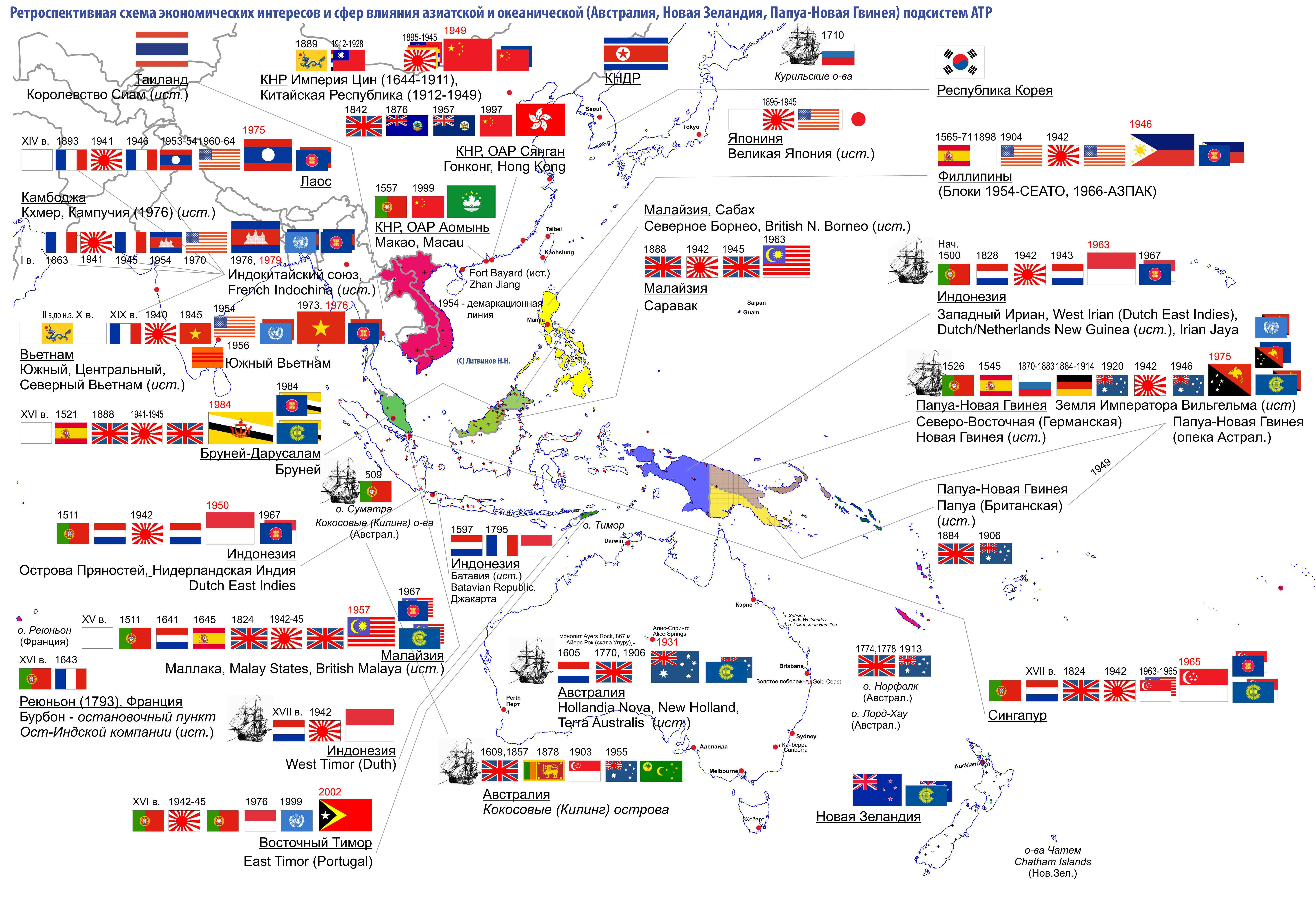
Ретроспективная схема экономических интересов и сфер влияния азиатской и океанической (Австралия, Новая Зеландия, Папуа-Новая Гвинея) подсистем АТР. Источник:

Представленная укрупненная схема экономических интересов и сфер влияния азиатской и океанической подсистем АТР построена по принципам, приведенным в тематическом разделе статьи История Океании со следующими добавлениями:
- на схеме подписаны некоторые известные города-колонии;
- территории, ранее включавшие несколько стран, объединены одним цветом, например, Индокитайский союз. В скобках могут указываться год их основания или исторический период существования. Прежние границы или демаркационные линии обозначены пунктиром.

## Интеграция
В 1967 году была создана Ассоциация государств Юго-Восточной Азии (АСЕАН). Изначально в неё вошли Индонезия, Малайзия, Сингапур, Таиланд, Филиппины. Целью этой организации является создание общего рынка со свободным движением товаров и капиталов. АСЕАН является неоднородной группировкой, среди её членов имеются значительные различия по размеру, уровню индустриализации и экономического развития в целом. Принятие в АСЕАН в 1995—1999 годы менее развитых Вьетнама, Лаоса, Мьянмы, Камбоджи усилили эти различия. Многие страны АСЕАН являются также участниками форума Азиатско-Тихоокеанского экономического сотрудничества (АТЭС), созданного в 1989 году.

## Галерея

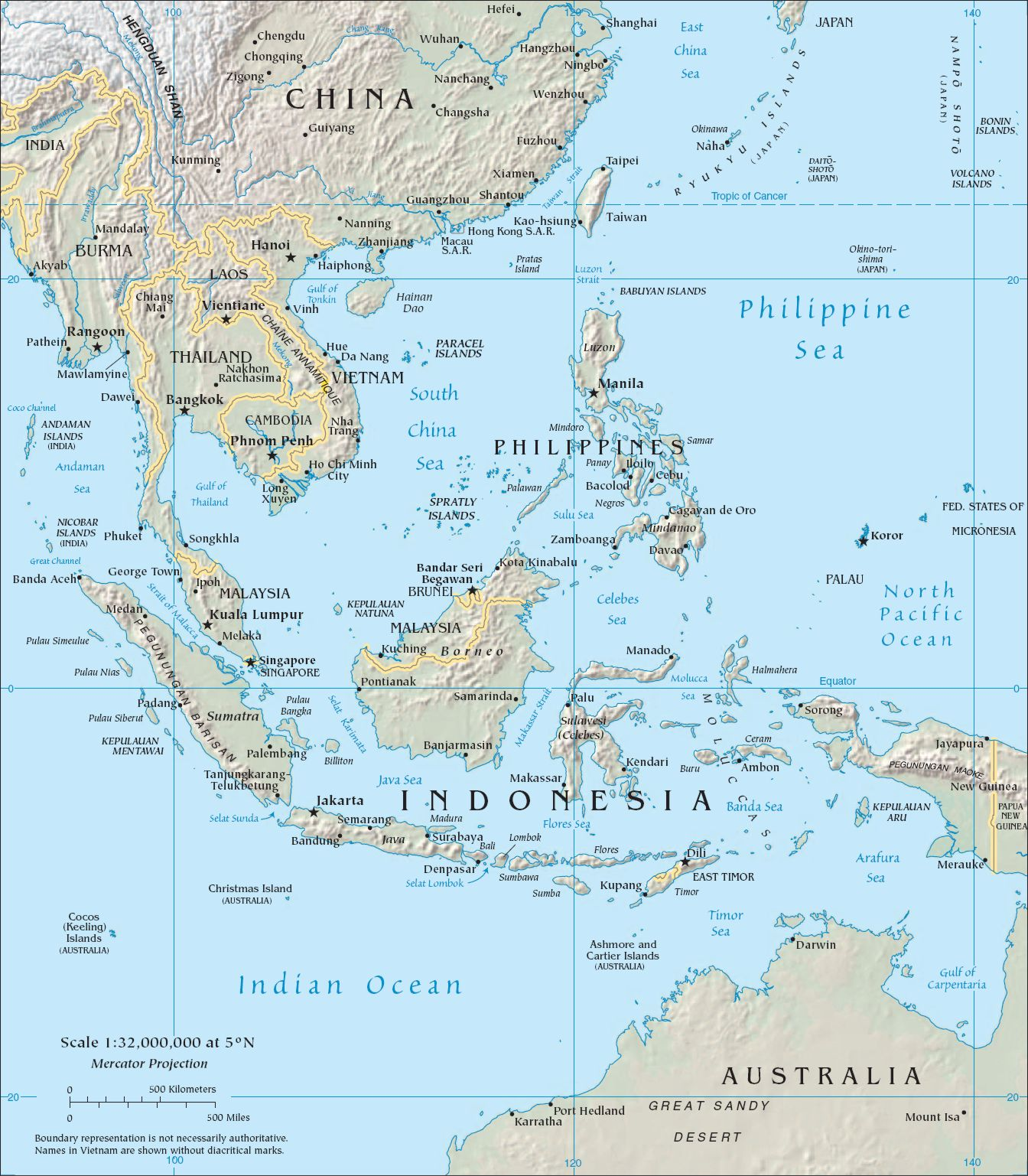
Топография Юго-Восточной Азии
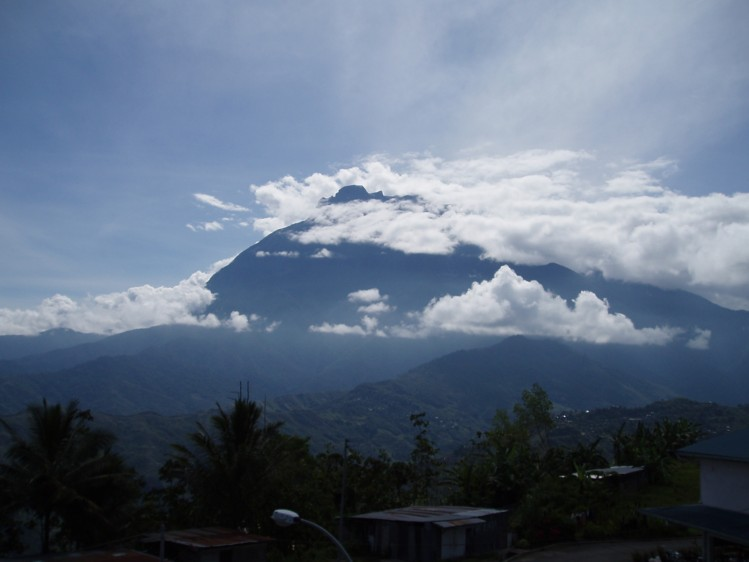
Гора Кинабалу
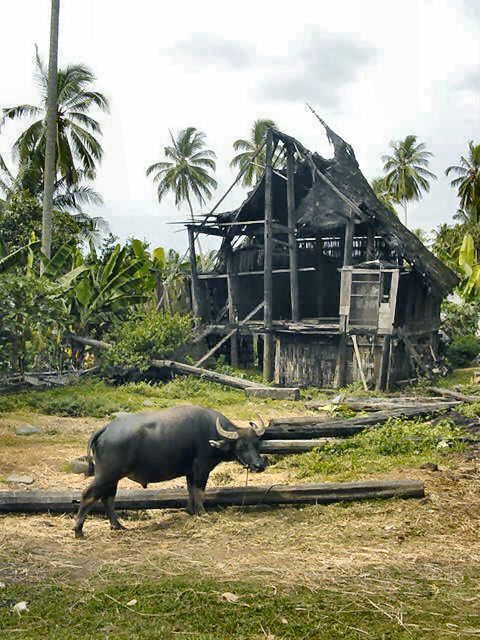
Водный буйвол, Индонезия
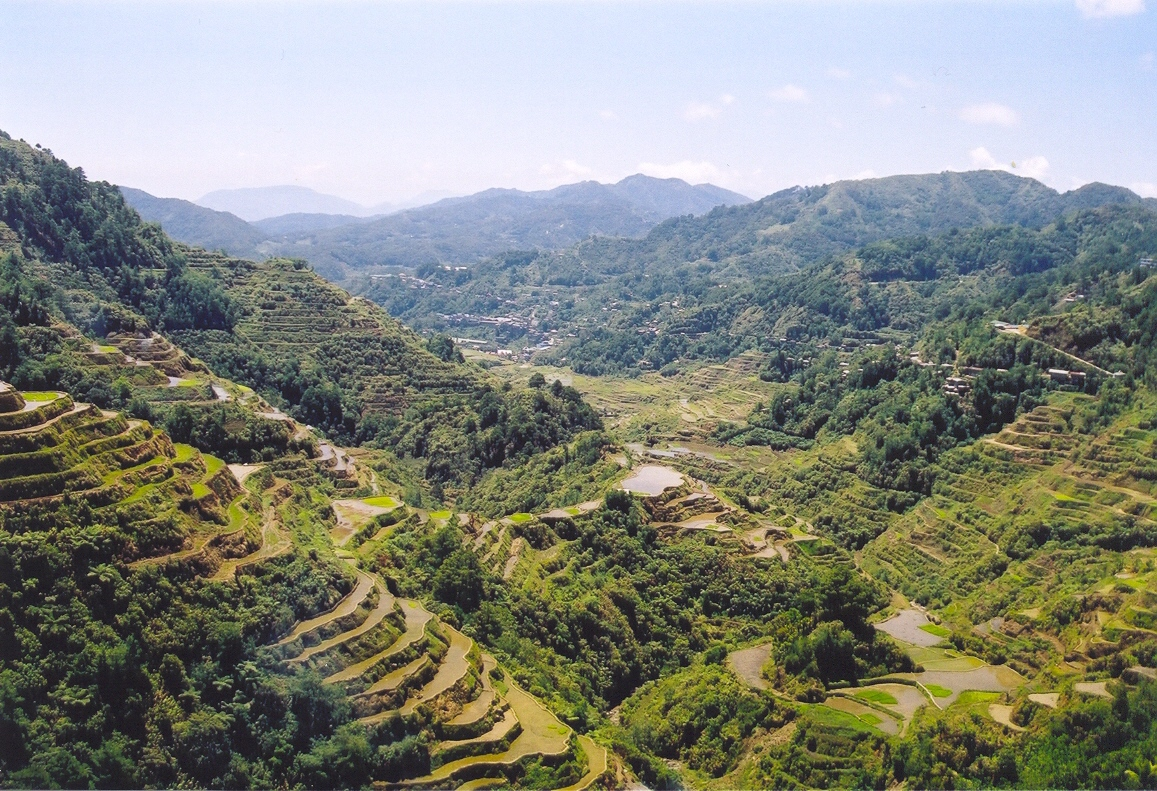
Террасы с рисовыми плантациями на острове Лусон, Филиппины
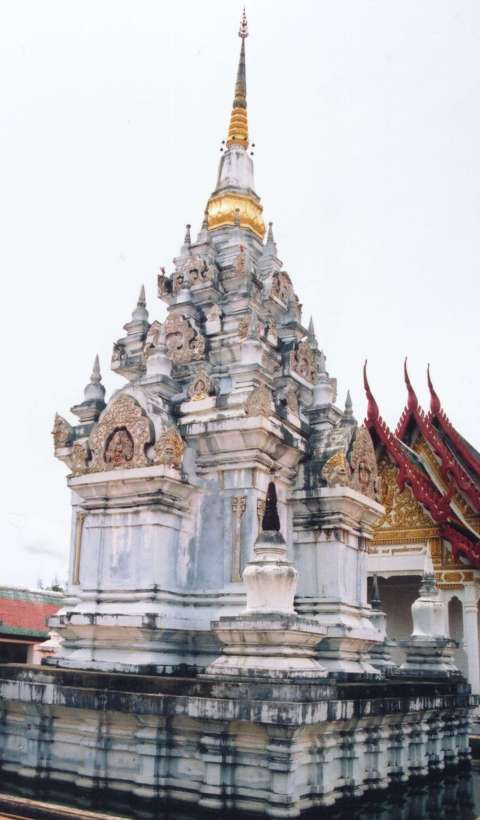
Архитектура Шривиджая
Деревня на воде, Бруней
Королевские могилы (Бали)